# ماری برین
ماری برین ملکه امپراتوری لاتین و همسر بالدوین دوم، امپراتور لاتین بود. وی دوبار به عنوان نایب در غیاب همسرش عهده‌دار امور امپراتوری شد: در ۱‍۲۳۷ و در سال ‍۱۲۴۳-۱۲۵۷. وی همچنین دختر جان برین و همسر سومش، برنگاریا لئون، است.